# 창원중앙역
창원중앙(창원대)역(Changwonjungang(Chang-Weondae)Station, 昌原中央(昌原大)驛)은 대한민국 경상남도 창원시 의창구 용동 산 32-9번지에 위치한 경전선의 철도역이다. 이 역은 창원대학교와 매우 인접해 있어서 역 인근에 창원대학교, 경상남도청이 있다.

## 개요
2010년 12월 15일 경전선 삼랑진 - 마산 간 복선전철 개통과 함께 영업을 개시하였고, KTX, ITX-새마을, 무궁화호, 남도해양열차가 정차한다. 장기적으로는 도심 중심지로 운행하는 부전-마산간 복선전철의 합류 지점으로 주요 교통의 요충지, 분기역 역할 기능을 수행할 예정이다.

## 역사
- 2010년 12월 15일 : 복선전철 개통과 함께 영업 개시[2]
- 2011년 3월 1일 : 창원대학교 부역명 표기
- 2013년 9월 27일 : 남도해양열차 정차 개시
- 2014년 6월 1일 : ITX-새마을 운행 개시
- 2023년 9월 1일 : SRT 정차 개시.

## 역 구조
2면 4선식 쌍섬식 승강장을 갖추고 있으며, 1·4번홈은 차후 부전-마산선 개통을 대비하여 고상홈을 설치하였다.

### 승강장
| ↑진례           |
| ４３ \| ２１ \| |
| 창원↓           |

| 1 | 경전선 | KTX•ITX-마음(부전-마산 복선전철) | 창원·마산 방면                       |
| 2 | 경전선 | KTX·SRT·ITX-새마을·무궁화호      | 창원·마산·진주·순천 방면             |
| 3 | 경전선 | KTX·SRT·ITX-새마을·무궁화호      | 부전·동대구·서울·행신·수서·동탄 방면 |
| 4 | 경전선 | KTX•ITX-마음(부전-마산 복선전철) | 사상·부전 방면                       |

## 역 주변
- 국립창원대학교
- 경상남도청
- 용동저수지
- 길상사

## 논란
창원중앙역은 역의 건설 계획이 발표되면서부터 완공까지, 공공기관과 창원대, 시민단체 간의 의견 충돌을 비롯한 수많은 우여곡절을 겪었다. 이를 포함한 이 역의 논란은 다음과 같다.

### 위치 문제
2000년 12월 철도청이 경전선의 경남구간 복선 전철화 공사를 골자로 한 경전선 개량 기본계획(안)을 발표를 하면서, 삼랑진 - 진주 간 복선 전철화 사업 3공구 지점에 해당하는 창원시 용동 일대가 창원대학교를 중심으로 하여 역의 위치에 대해 논란이 일기 시작하였다. 2002년에 창원대학교는 국도 제25호선이 학교 뒷편으로, 경전선이 학교 앞쪽으로 건설되는 것에 대해, 역이 세워지는 경전선에 대해서는 역명을 창원대역으로 변경할 것을 요구함과 동시에 찬성 입장을 밝혔지만, 국도 제25호선은 학교 부지를 관통한다는 점에서 건설 반대 입장을 고수하였다. 그러나 2003년 2월 13일 창원대학교 앞쪽으로 검토된 당초의 경전선 선형개량 노선과는 달리, 이 역의 건설공사 설계심의업체 선정에서 창원대학교 뒷편의 용추저수지 부근으로 통과하는 노선을 제시한 SK건설이 선정, 채택되면서 창원대학교는 두 노선 모두 결코 수용할 수 없다는 입장을 밝혔다. 특히 1996년부터 10년 가까이를 끌어온 국도 제25호선의 문제와 함께 (가칭)북창원역 또한 용추저수지 부근을 통과하게 되면서 야기하게 되는 소음공해 문제와 저수지에 대한 환경 파괴 우려가 대두되기도 하였다.

### 환경 파괴 문제
2005년, 창원시 농업기반공사는 1968년 12월 시민휴식공간의 일환으로 축조된 용추저수지 22,981평 가운데 13,740평을 한국철도시설공단에 매각하면서 한국철도시설공단은 이 곳을 역의 부지 일부로 활용할 수 있게 되었다. 그러나 당초에는 창원시가 2001년 28억원의 예산을 들여 용추저수지 부지를 전부 매입하려 하였으나, 시의회가 이용계획이 뚜렷하지 않다는 점을 들어 이를 부결 처리하였다. 이 때문에 농업기반공사가 한국철도시설공단에 모든 저수지 부지를 매입하여 시와 협의하여 이용계획을 세울 것을 권유하기도 하였으나, 한국철도시설공단은 '역세권 기본계획에 대해서만 농업기반공사와 협의를 했을 뿐 저수지 터의 보존 여부에 대해서는 협의가 없었다'라는 입장을 밝혔다.
또한, 인근에 위치한 사찰인 길상사에 대해서도 사찰의 이전 문제로 의견 충돌이 있었다. 2003년 말 용추저수지를 통과하는 경전선 복선전철화 노선 계획에 따라 길상사가 사찰 이전 부지를 제공 할 것을 건의하여 창원시가 이를 수용하였지만, 2006년 9월부터 용추저수지 일원을 대상으로 경전선 공사가 시작되면서 발생한 소음과 먼지문제로 '사찰로서의 기능을 수행하기가 어려워졌음에도 불구하고 창원시가 이를 미온적인 자세를 보이고 있다'라며 길상사 측이 반발하였다. 이에 대해 창원시는 '국도 제25호선 준공 전에 사찰을 옮겨주겠다는 약속을 했을 뿐, 경전선에 대해서는 하지 않았다'라는 입장을 밝히면서 다각도로 방안을 모색하고 있다는 입장을 보였다. 이 때문에 길상사 측은 신도 40여명과 함께 2006년 12월 14일 공사현장에 찾아가 시공사인 SK건설의 대표 면담을 요구하며 강력하게 항의하기도 하였다. 그러나 건설에는 이렇다 할 큰 영향 없이 2009년 10월 26일, 경전선 복선 전철 공사현장 인근의 국도 제25호선의 정병터널이 관통된 것을 비롯하여 길상사 옆의 용추교 등의 교량 공사 또한 순조롭게 진행되었다.

### 역세권 개발
이후 2007년 9월 27일, (가칭)북창원역을 비롯한 용동 일원의 규모의 북창원역 역세권 종합개발 사업을 추진할 것을 발표하여 이날 박완수 창원시장과 신희범 경상남도개발공사 사장이 상호 분담을 통하여 효율적으로 추진할 것을 골자로 하는 시정협약을 체결하였다. 이 종합개발 사업에는 고속철도 개통으로 예상되는 (가칭)북창원역 진입로 개선 문제와 함께, 정병산과 비음산을 찾는 시민들의 주차공간을 확보하고 여러 상업, 공공기관 등을 주변에 배치하여 공간체계의 효율성 등을 개선 할 수 있도록 하였다. 구체적으로는 역이 신설되는 용동저수지 일원 295,110m2에 1,149억원의 예산을 투입하여, 그 가운데 절반에 해당하는 15만 2천여m2에 도시기반시설을, 6만 1천여m2은 상업용지로, 나머지 8만 1천여m2는 기타시설용지로 구분하여 역세권개발이 추진되었다. 2007년 시행협약을 했던 당시에 이 사업은 2010년 초에 착공하여 2011년 말 경에 완공 될 예정이었지만, 그린벨트 해제에 시간이 오래 걸리면서2012년에 착공하여 2014년에 완공으로 계획이 변경되었고, 사업 시기도 2년 이상 차질을 빚었다. 이에 박완수 창원시장은 역세권 개발에 대해 특별한 대책을 강구해야 한다고 말했다.

### 개통 준비
하지만 기존 마산역과 창원역, 새로 신설되는 (가칭)북창원역이 서로 역 간 거리가 가깝다는 이유로 KTX가 정차 할 수 없다는 우려가 나오기도 하였다. 이러한 우려에 대해 2009년 8월 18일, 당시 지역구 국회의원인 한나라당 권경석 의원은 허준영 한국철도공사 사장으로부터 (가칭)북창원역과 창원역의 KTX 정차는 이미 확정된 사실이라는 내용을 전해들었다고 밝혔던 바 있다고 전달하였다. 또한 (가칭)북창원역의 경우 지상 2층 규모로 하여, 연면적은 2,955m2에 총 110억원이 투입되어 2010년 12월에 준공한다는 내용이 추가로 포함되어 있었으며, 대략적인 정차계획으로 주중 편도 7회, 주말 편도 12회라는 것이 수립되었을 뿐, 구체적인 정차계획은 2010년 6월 즈음에 결정될 방침인 것으로 통보받았다고 추가적으로 언급하기도 하였다.
개통을 앞둔 2010년 6월, 창원시는 6월 8일부터 6월 18일까지 (가칭)북창원역에 대한 정식 역명의 시민 공모를 시행하였다. 공모방식은 한글은 한글맞춤법, 한자는 일절일음을 원칙으로, 로마자 표기는 국어의 표준발음법을 따라 '한글로 최대 6자 이내'를 원칙으로 하여, 5자 이상이면 4자 이내의 축약 역명까지 동시에 기재하여 제출하도록 하였다.창원시는 여기에서 나온 역명 가운데 몇 후보를 선정하여 이를 한국철도공사에 제출한 뒤, 역명심의위원회의 심의ㆍ의결을 거쳐 '정식 역명이 개통 3개월 전까지는 최종 확정될 것'이라는 입장을 밝혔다. 이후, 2010년 8월 6일 심의ㆍ의결 결과 (가칭)북창원역의 역명은 창원중앙역으로 확정되었다. 2010년 12월 15일, 마산발 대구행 무궁화호 제1902열차를 시작으로 여객 영업을 개시하였다.

## 인접한 역
| 경전선                   | 경전선            | 경전선                   |
| ------------------------ | ----------------- | ------------------------ |
| 진영 행신 방면           | KTX 경전선        | 창원 진주 방면           |
| 진영 수서 방면           | SRT 경전선        | 창원 진주 방면           |
| 진영 서울 방면           | ITX-새마을 경전선 | 창원 진주 방면           |
| 진례 부전 방면 서울 방면 | 무궁화호 경전선   | 창원 목포 방면 진주 방면 |
| 진영 부산 방면           | 남도해양열차      | 마산 광주송정 방면       |

## 사진

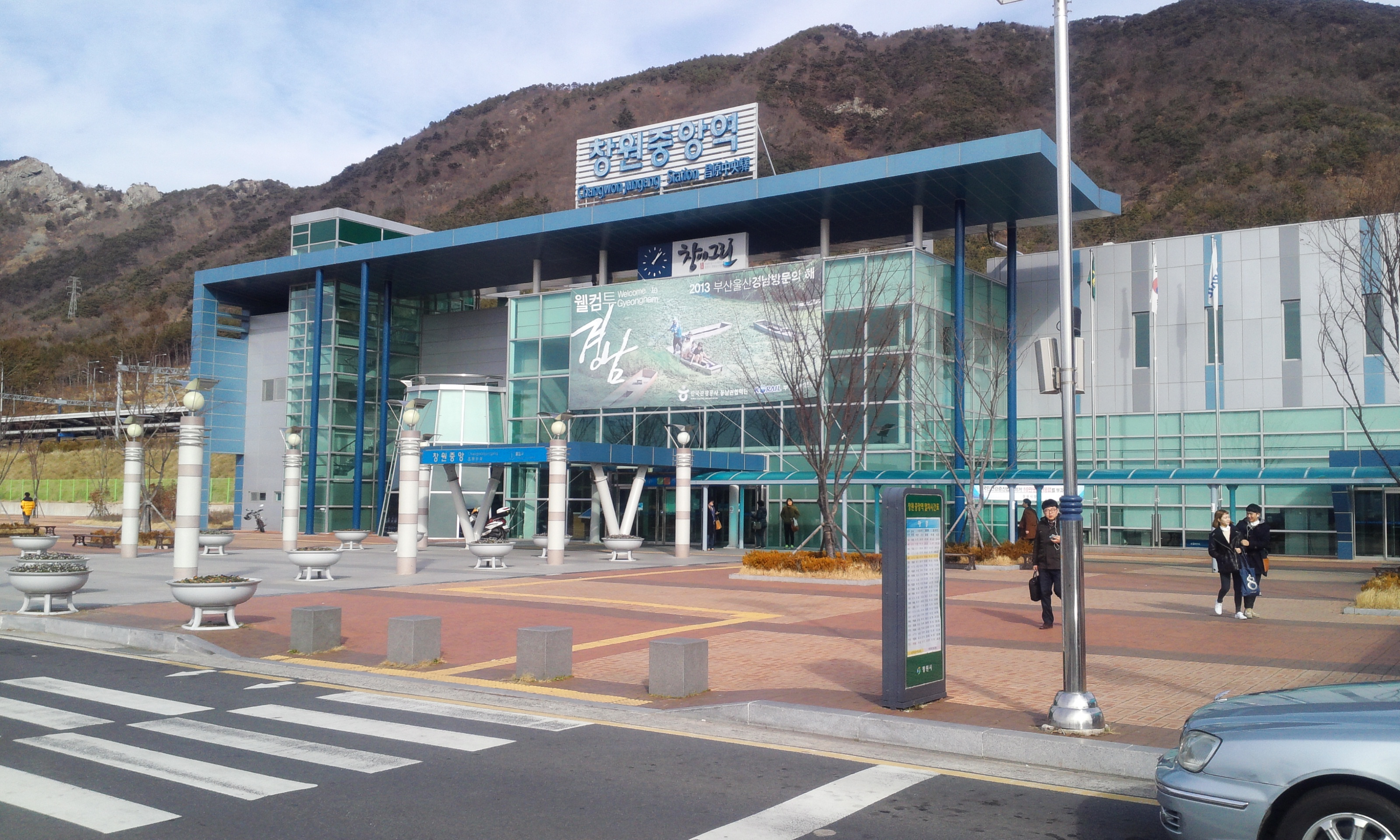
2013년 12월 창원중앙역